# ایویکا ایووسیچ
ایویکا ایووسیچ (انگلیسی: Ivica Ivušić؛ زادهٔ ۱ فوریهٔ ۱۹۹۵) بازیکن فوتبال اهل کرواسی است.
از باشگاه‌هایی که در آن بازی کرده‌است می‌توان به باشگاه فوتبال ایسترا ۱۹۶۱ و باشگاه فوتبال اینتر میلان اشاره کرد.
وی همچنین در تیم‌های ملی فوتبال ، زیر ۲۰ سال کرواسی، و کرواسی بازی کرده‌است.